# Prebl, Volšperk
Prebl je naselje v Občini Volšperk v Okraju Volšperk na Koroškem v Avstriji.